# Agrostis sinkiangensis
Agrostis sinkiangensis é uma espécie de gramínea do gênero Agrostis, pertencente à família Poaceae.